# Bestattungsurne

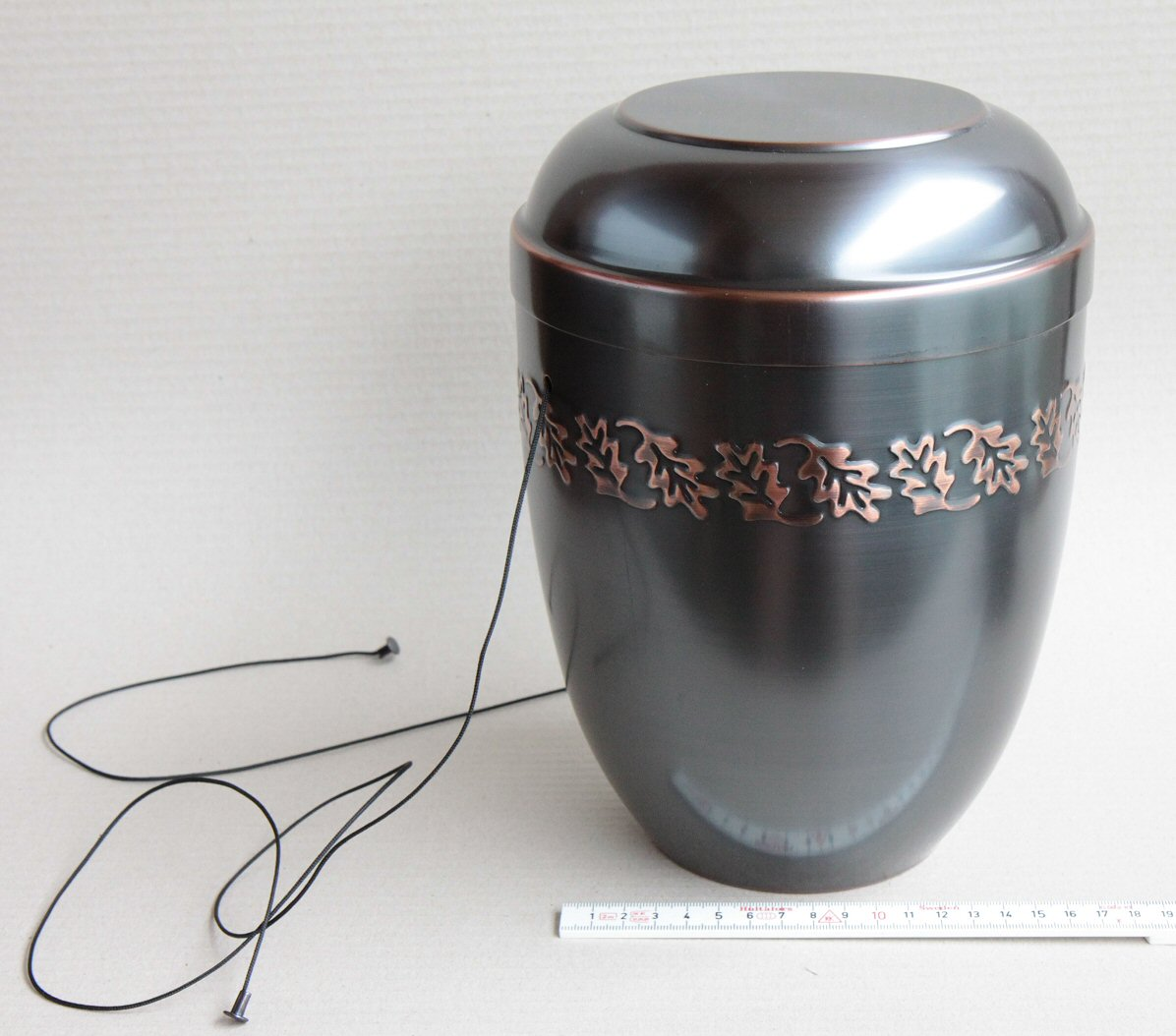
Schmuckurne mit Schnüren zum Ablassen der Urne ins Erdreich

Die Bestattungsurne (auch Graburne genannt) ist ein seit dem Neolithikum bekannter Behälter zur endgültigen Bestattung oder Aufbewahrung der Asche von verstorbenen Menschen nach einer Feuerbestattung.

## Geschichte
In Mitteleuropa kam die Bestattung in Urnen oder Schalen erstmals in der Schönfelder Kultur (etwa 2.500–2.100 v. Chr.) auf und verschwand dann wieder. Bald danach, seit etwa 2.000 v. Chr., erscheint in England die Kragenurne (engl.: collared urn). Diese wird später durch die Urne des Festland-Typs, die Kordonurne (engl.: cordoned urn) ersetzt, die schlanker und höher ist. Einige dieser Urnen wurden in Steinkisten eingebettet. Mit dem Ende der Bronzezeit seit etwa 1.300 v. Chr. begann sich diese Form der Bestattung in ganz Mitteleuropa auszubreiten. Sie wird der Urnenfelderkultur zugeordnet und ist in der Hallstattzeit überaus präsent.
Zahlreiche Funde von Urnen zeigen je nach Zeit und Ort deutlich unterschiedliche Ausgestaltungen. So finden sich zum Beispiel keramische Gesichtsurnen und Hausurnen insbesondere in Norditalien, wo sie gelegentlich auch mit Nachbildungen von etruskischen Helmen gefunden wurden. Später fand man Hausurnen in Mitteldeutschland und Gesichtsurnen entlang der pommerschen Ostsee, wo sie während der LaTene-Zeit auftauchen. Im Neuwieder Becken findet sich eine Schüssel mit durchlochtem Rand als eisenzeitliche Kremationsbestattung. Pithoi und verschieden bauchige Vasenformen finden sich besonders entlang der Mittelmeerküsten, wobei man im Westen eher konische Formen bevorzugte, an der Adria eher bauchige Formen mit schmalem Hals und Deckeln oder Nachbildungen von Häusern. In der römischen Antike wurden auch Situlen als Urnen genutzt.
Als Pithoi-Bestattungen werden im Unterschied zu Urnenbestattungen primär Körperbestattungen bezeichnet, die den Urnengräbern möglicherweise voraus gingen, wie einige Aschereste nahelegen. Das früheste Beispiel einer Pithoi-Bestattung stammt vom Ende der Jungsteinzeit (3.650–3.500 v. Chr.) aus der Ägäis und wurde in Kephala auf der Insel Kea entdeckt. In der frühminoischen Periode erscheint es fast zeitgleich mit der Einführung von Bestattungen in Larnaken, eine Form von Knochenkisten, wie sie auf dem kanaanitischen Gebiet bekannt sind. Seit der Mittelminoischen Periode (etwa 2.000–1.550 v. Chr.) wird die Beerdigung in Pithois immer beliebter und ist nahezu überall auf den Inseln der Ägäis, der türkischen Westküste bzw. der griechischen Küste bekannt.
Seit etwa 1.350 v. Chr. erscheinen Kremationen in dem luwisch-hethitischen Gebiet von Kizzuwatna und in dem syrisch-türkischen Grenzgebiet um Karkemish. Ein späthethitischer Urnenfriedhof wurde 2018 in der Region Karahuyuk in dem Distrikt Elbistan gefunden, aus der Zeit, in der dieses Gebiet von Šuppiluliuma I. erobert worden ist. Belegt sind Urnengräber im Umfeld von Karkemish an der syrisch-türkischen Grenze in Yunus (Türkei) und Tell Shiukh Fawqâni (Syrien), die denen von Hama während der neohethitischen Kleinkönigreiche ähneln. Zu dieser Zeit ist luwisch noch belegt; und die Könige nahmen den Titel hethitischer Großkönige an. Gleichzeitig verdrängt aramäisch die alte Handelssprache; und eine bilinguale phönizisch-luwische Inschrift dokumentiert die Verbreitung neuer Schriftzeichen. Ergebnisse aus der syrischen Grabung von Tell Shiukh Fawqâni zeigen nicht nur Gemeinsamkeiten mit Urnengräbern in Hama, sondern auch, dass diese Praxis mit der assyrischen Eroberung beendet wurde. Ebenso bemerkenswert sind Grabbeigaben wie eiserne Pfeilspitzen bei Männern sowie Schmuck, Tonkessel und Spinnwirtel bei Frauen und Kindern. Einige Eisenteile sind wie Depotfunde neben Bestattungen ausgegraben worden.

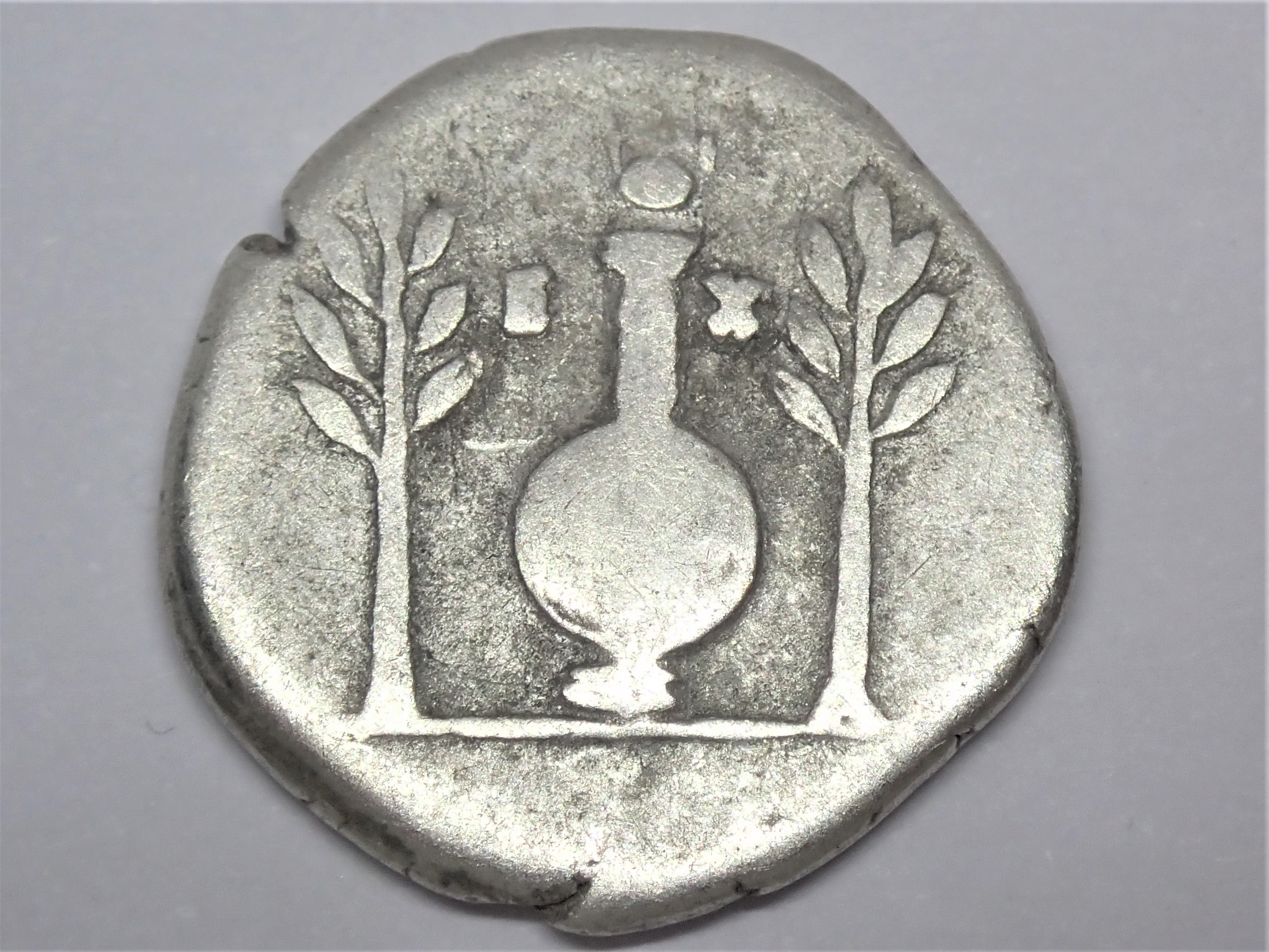
Aschenurne des Vespasian, abgebildet auf einem antik-römischen silbernen Denarius

Auf Münzen wurden Aschenurnen der antik-römischen Imperatoren selten abgebildet. Eine Ausnahme ist die Aschenurne des Vespasian.

### Die Moderne
Die moderne Feuerbestattung und die damit verbundene Änderung der Urnenkultur in Deutschland beginnt mit der Inbetriebnahme des Krematoriums Gotha im Jahre 1878. Zum Ende des 19. Jahrhunderts gab es in Deutschland nur fünf Krematorien: Gotha (1878), Heidelberg (1891), Hamburg (1892), Jena (1898) und Offenbach (1899). Mit Beginn des 20. Jahrhunderts nahm die Zahl der Krematorien und damit einhergehend die Zahl der Einäscherungen sprunghaft zu. Bis zum Oktober 1937 war die Zahl der Feuerbestattungsanlagen im damaligen Deutschen Reich bereits auf 116 angestiegen. Deutschland verfügte zu dieser Zeit mit weitem Abstand über die meisten Einäscherungsanlagen in Europa. Insgesamt wurden bis zum 30. September 1937 über eine Million Einäscherungen durchgeführt. Die Entwicklung der Zahl der Einäscherungen in Dresden mag das verdeutlichen: Wurden in den ersten 18 Jahren des Bestehens der Feuerbestattungsanlage in Tolkewitz etwa 30.000 Einäscherungen durchgeführt, so verdoppelte sich diese Zahl in den acht Folgejahren. Die Zunahme der Feuerbestattungen erforderte eine juristische Gleichberechtigung mit der Erdbestattung. Darüber hinaus verlangte die zuvor bestehende Rechtsunsicherheit und Rechtszersplitterung eine einheitliche Rechtsgrundlage zu schaffen, die den Verhältnissen der modernen Feuerbestattungsanlagen Rechnung trug. Auch die Anerkennung der Feuerbestattung durch die Katholische Kirche im Zweiten Vatikanischen Konzil, 1962–1965 und deren Bekanntgabe am 24. Oktober 1964 hat dazu geführt, dass immer mehr Menschen sich für die Feuerbestattung entscheiden.

## Materialien der Schmuckurne

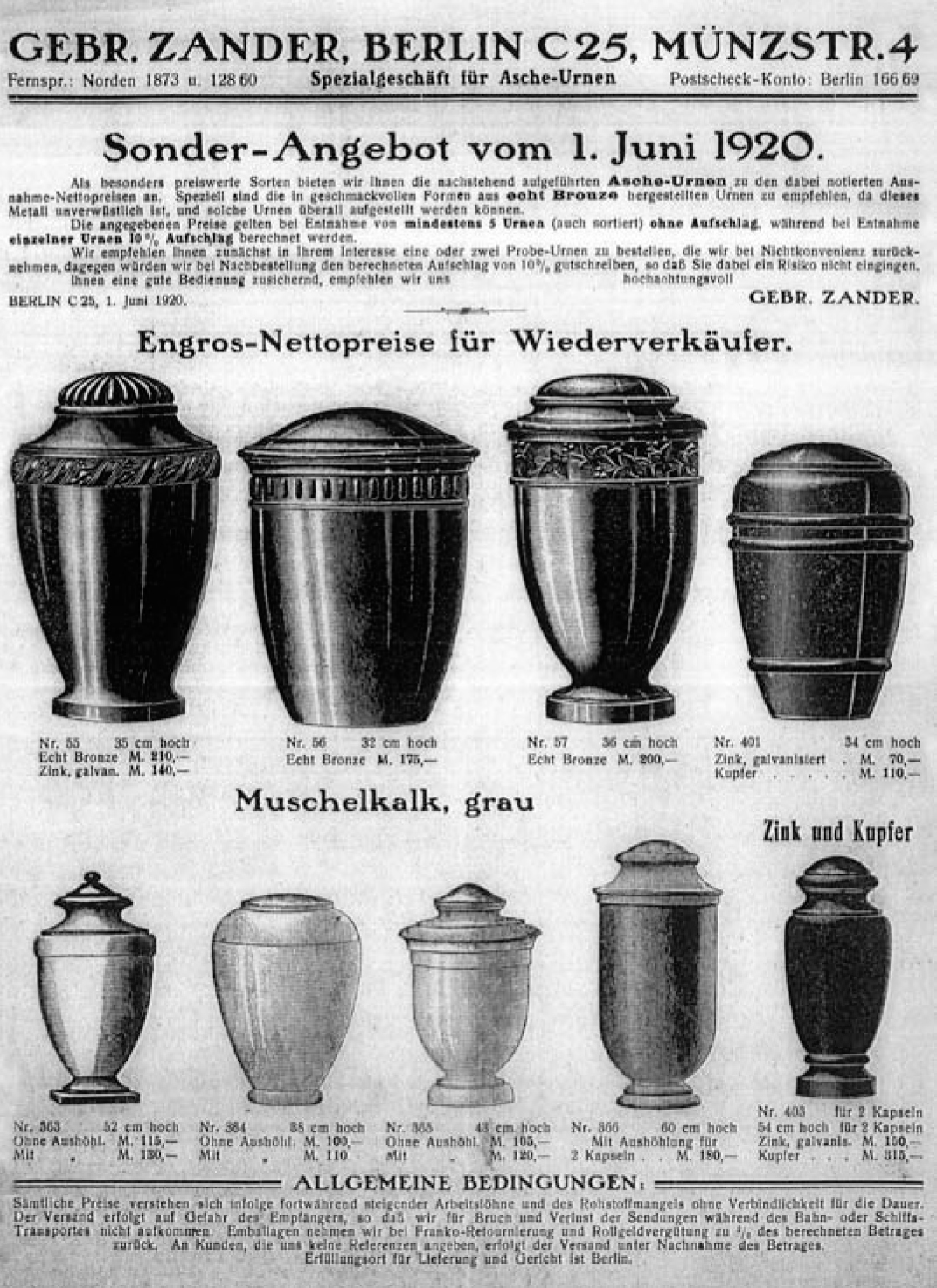
Herstelleranzeige mit Urnen der Willibald Völsing KG von 1920

Weil die Aschebehälter in Deutschland über mehrere Jahrzehnte oberirdisch aufgestellt werden durften, bevorzugte man dafür beständige Materialien, vorzugsweise Stein. In solche Überurnen wurde der Aschebehälter eingesetzt. Die Bestattungsgefäße wurden vielfach aus Naturstein gefertigt: Granit, Marmor, Sandstein, Porphyr, Muschelkalk, Travertin, Serpentinit. In einfacheren Fällen kommen Metalle zum Einsatz: Eisen, Bronze, Zink, Kupfer.
Die Schmuckurne gibt zudem die Möglichkeit, diese in einer Urnenhalle bzw. während der Trauerfeier aufzustellen. Als imposant sind die möglichen Größen der damaligen Urnen zu bezeichnen: als maximale Höhe werden 80 cm, als größtmöglicher Durchmesser 40 cm angegeben. In dieser Zeit hielten vorwiegend vasenförmige Urnen sowie Urnenstelen Einzug auf deutschen Friedhöfen.

### Entwicklung der Materialien ab 1990
In der Nachkriegszeit war die Auswahl von Urnen bis zu Beginn der 1990er Jahre dem jeweiligen ökonomischen System entsprechend in Deutschland sehr verschieden. Die Angebote im marktwirtschaftlichen System der Bundesrepublik wiesen eine große Materialvielfalt auf. Für die Sepulkralkultur in der DDR standen vorwiegend Überurnen (Schmuckurnen) aus Plastik zur Verfügung. In diese Überurne, die meist von den Hinterbliebenen beim Bestattungsunternehmen ausgesucht werden konnten, kam der amtlich verschlossene und mit den Daten versehene Standard-Urnenbehälter hinein. Bekannt sind aus der DDR drei unterschiedliche Überurnen-Modelle die noch bis 1990 hergestellt wurden. Alle drei Modelle hatten einen Schraubdeckel.

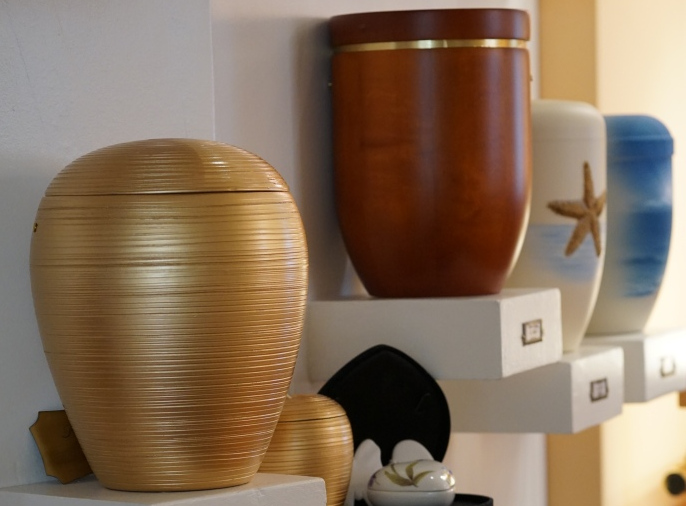
Moderne Schmuckurne

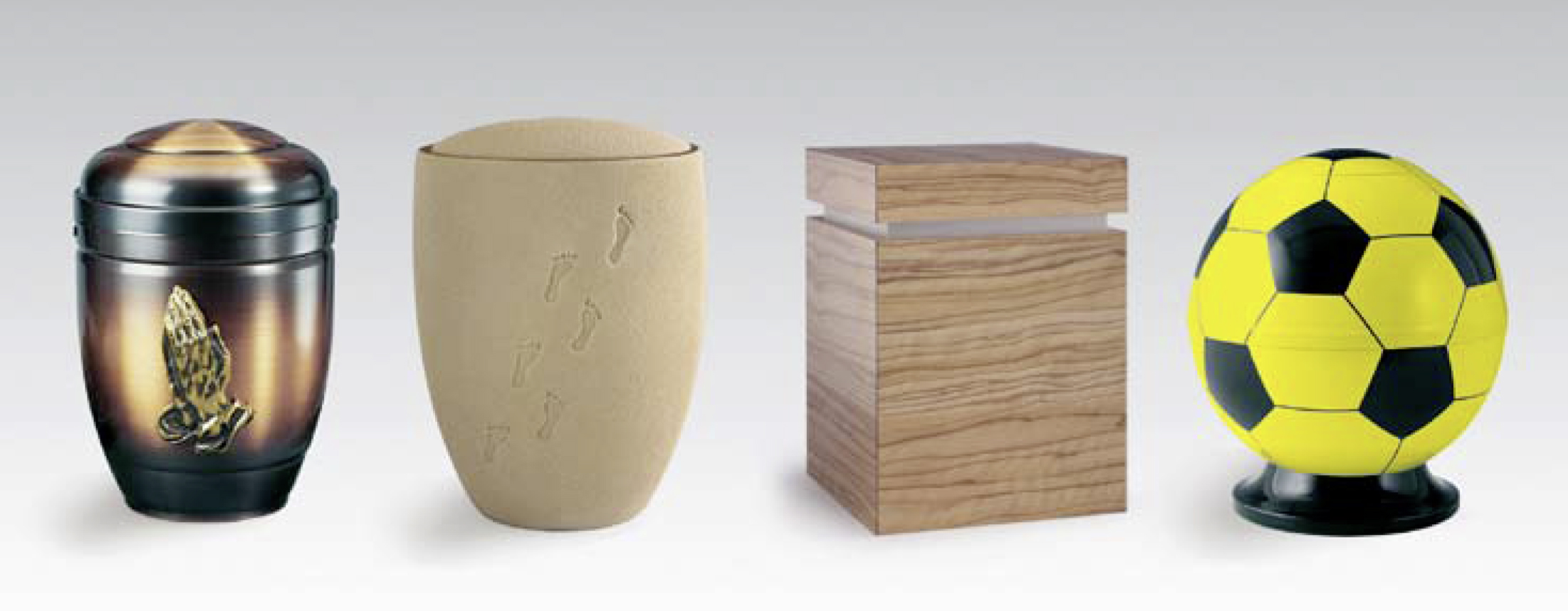
Urnenangebot eines heutigen Herstellers

Seit den 1970er Jahren war das Angebot in Westdeutschland einheitlich umfangreich und reicht von einfachen, in großer Stückzahl hergestellten Urnen zu handwerklich und künstlerisch gestalteten Einzelstücken. Dabei hat die Vielfalt der verwendeten Werkstoffe weiter zugenommen: der mancherorts aufkommenden Forderung nach Vergänglichkeit im Erdboden folgend wurden Urnen aus dünnwandigem Eisenblech mit galvanischer Kupfer- oder Messingauflage entwickelt. Mit dem Aufkommen der Seebestattung wurden spezielle wasserlösliche Urnen entwickelt, ferner hielt Holz als zusätzlicher Werkstoff Einzug in das Sortiment der angebotenen Urnen.
Seit Mitte der 1990er Jahre sind Urnen aus biologisch abbaubaren Naturstoffen anzutreffen. Es gibt biologisch abbaubare Eingefäß-Urnen mit dekorativer Gestaltung. Biologisch abbaubare Eingefäß-Urnen haben den Vorteil, dass nach Ablauf der Grabstätte die noch vorhandenen Aschenkapseln und Überurnen nicht wieder ausgegraben und an anderer Stelle, etwa auf dem Friedhofsgelände mit anderen Urnen, entsorgt werden müssen.

## Aschekapsel und Aschebeutel
Bereits in der Frühzeit der modernen Feuerbestattung wurde darauf Wert gelegt, die Asche pietätvoll zu behandeln, sie wird „… ohne mit der Hand berührt zu werden, gesammelt und in eine Blechkapsel getan, die an Ort und Stelle verlötet wird.“ Eine einheitliche Verschlusstechnik gab es zu diesem Zeitpunkt noch nicht. So wurden Aschenkapseln teils verlötet, teils verschraubt und abgefeilt. Auf diese Weise ließ sich eine Urne nur noch gewaltsam öffnen.
Heute wird die Asche der Verstorbenen, mit einer Nummernmarke vom Krematorium direkt in eine Aschekapsel oder, je nach Bundesland, in einen Aschebeutel gefüllt und fest verschlossen. Die Aschekapsel kann aus unterschiedlichen Materialien, zum Beispiel Metall oder Naturstoff bestehen.

## Vorschriften
Im Gesetz über die Feuerbestattung vom 15. Mai 1934 (RGBl. I S. 380) und seiner Durchführungsverordnung vom 10. August 1938 (RGBl. I S. 1000) wurden die Grundlagen für Urnenbestattungen niedergelegt. Mit dem Inkrafttreten dieser Vorschriften wurde den Krematorien eine einheitliche Vorgehensweise bei der Behandlung der Aschen Verstorbener vorgeschrieben. Die Verwendung einer fest verschlossenen Aschenkapsel und ihre Beschriftung nach einheitlichen Grundsätzen ist darin ebenso obligatorisch geregelt, wie die Benutzung des Schamotte-Identitätssteins (Urnenstein). Diese Hilfsmittel wurden jedoch keineswegs allein in Deutschland, sondern auch in Nachbarländern, in denen die Feuerbestattung praktiziert wurde, eingeführt (Österreich, Belgien, Tschechoslowakei, Niederlande). Die Aschenkapsel besteht aus Eisenblech (vgl. die inzwischen zurückgezogene DIN 3198 „Aschekapsel für Urnen“). Die Urnenhersteller wurden vor die Herausforderung gestellt, die Schmuckurnen so zu gestalten, dass die Aschenkapsel darin Platz findet. Neben den zuvor erwähnten, vergleichsweise kostspieligen Werkstoffen findet seit den 1930er Jahren die Verwendung von Kunstharz als preisgünstigere Variante weite Verbreitung.

## Galerie

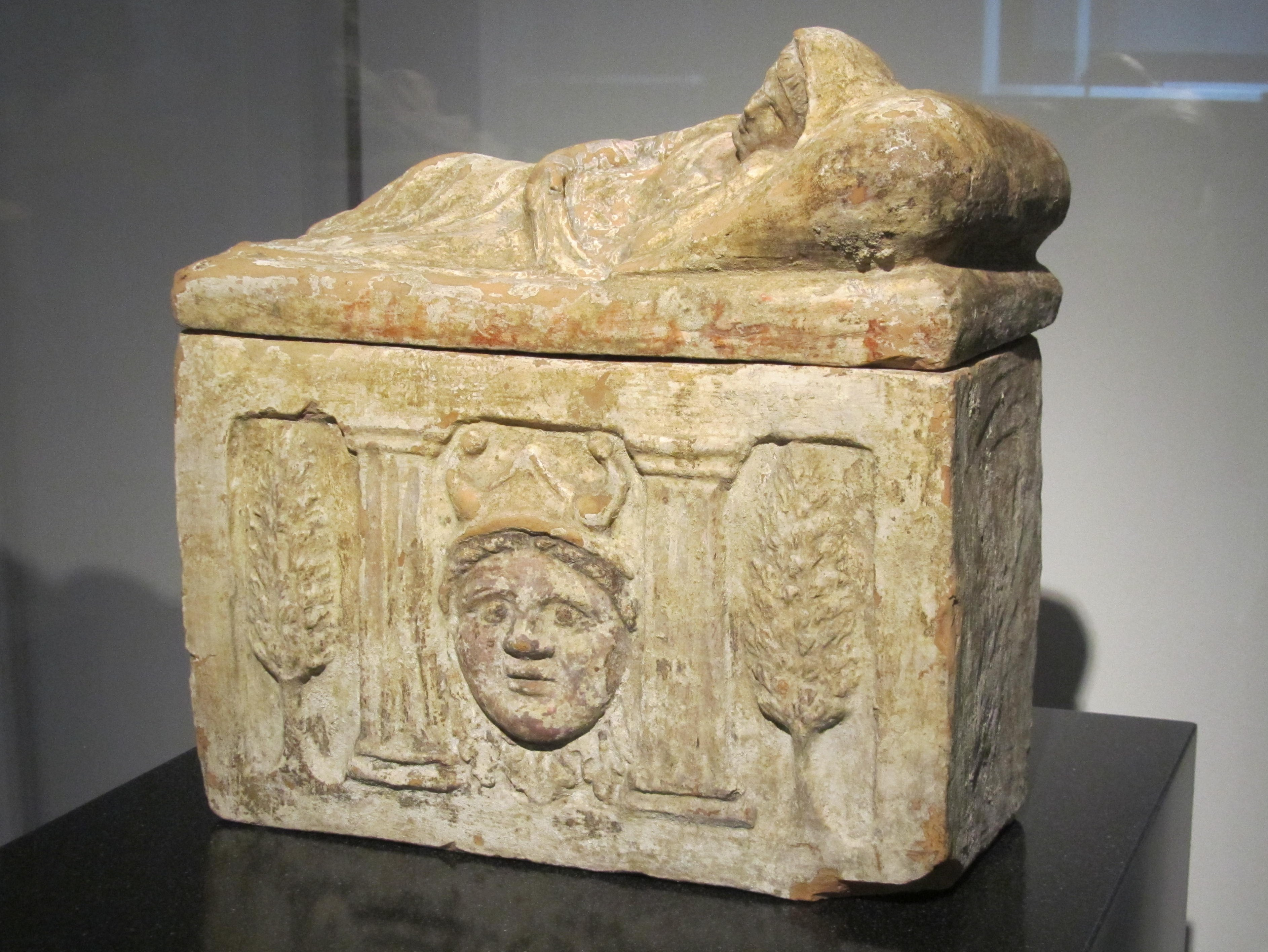
Etruskische Urne aus Chiusi, 1. Jahrhundert v. Chr. (Herzogliches Museum Gotha)
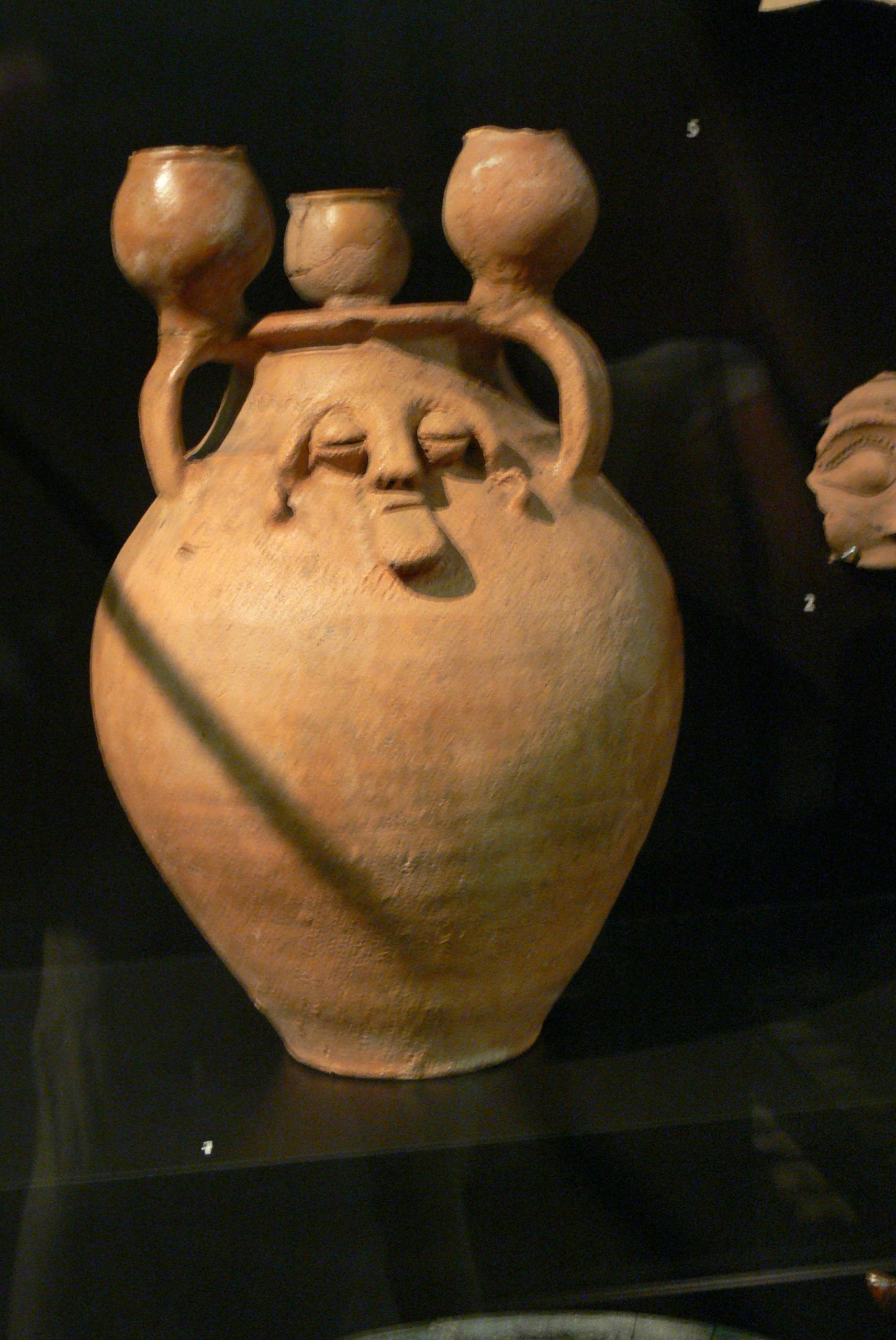
Römische Gesichtsurne im Museum Carnuntinum (Niederösterreich)
Zeichnung von vorgeschichtlichen Urnenfunden auf der Flur von Alt-Lönnewitz, 1911
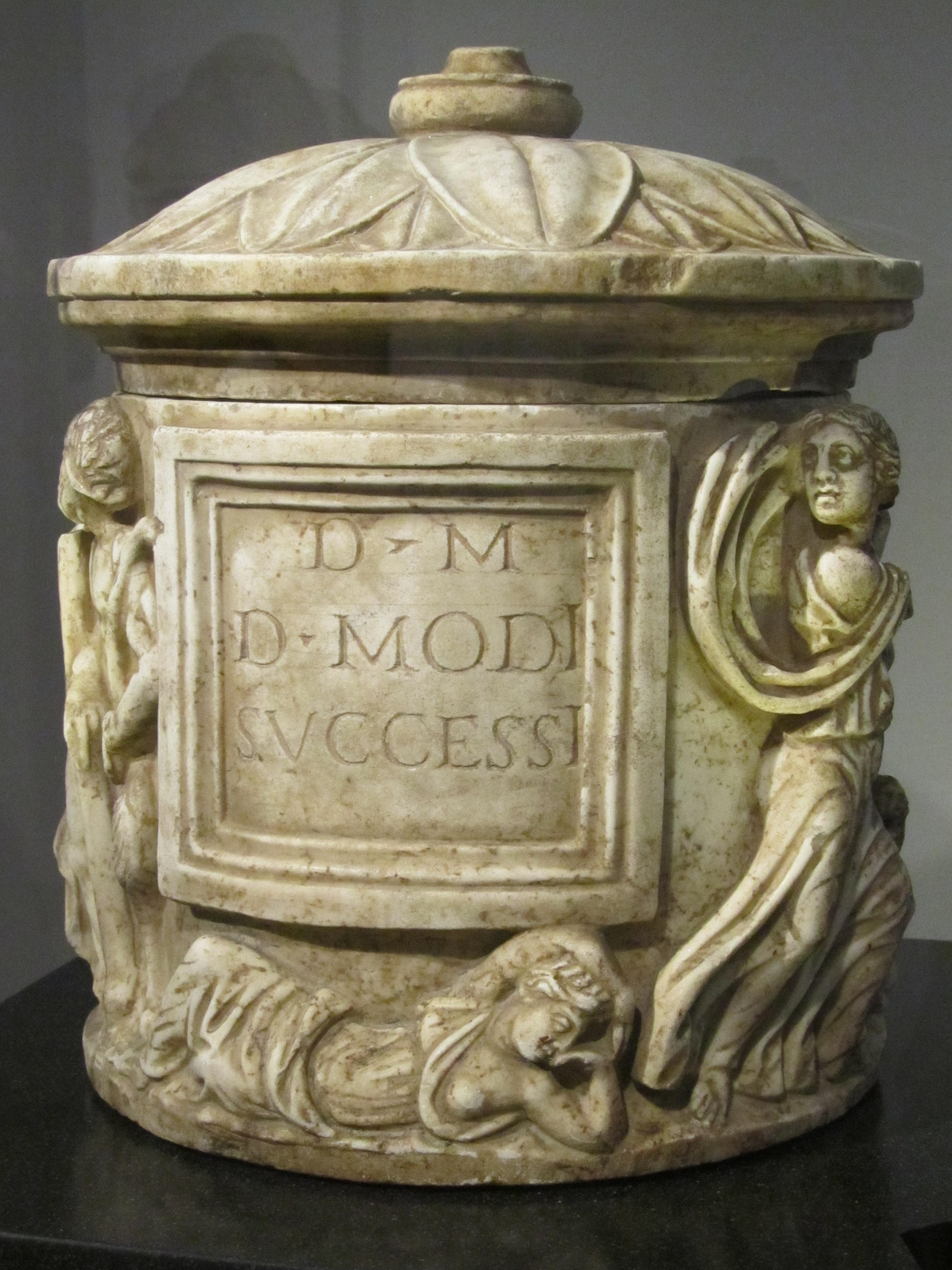
Römische Marmorurne, 2. Jahrhundert n. Chr. (Herzogliches Museum Gotha)
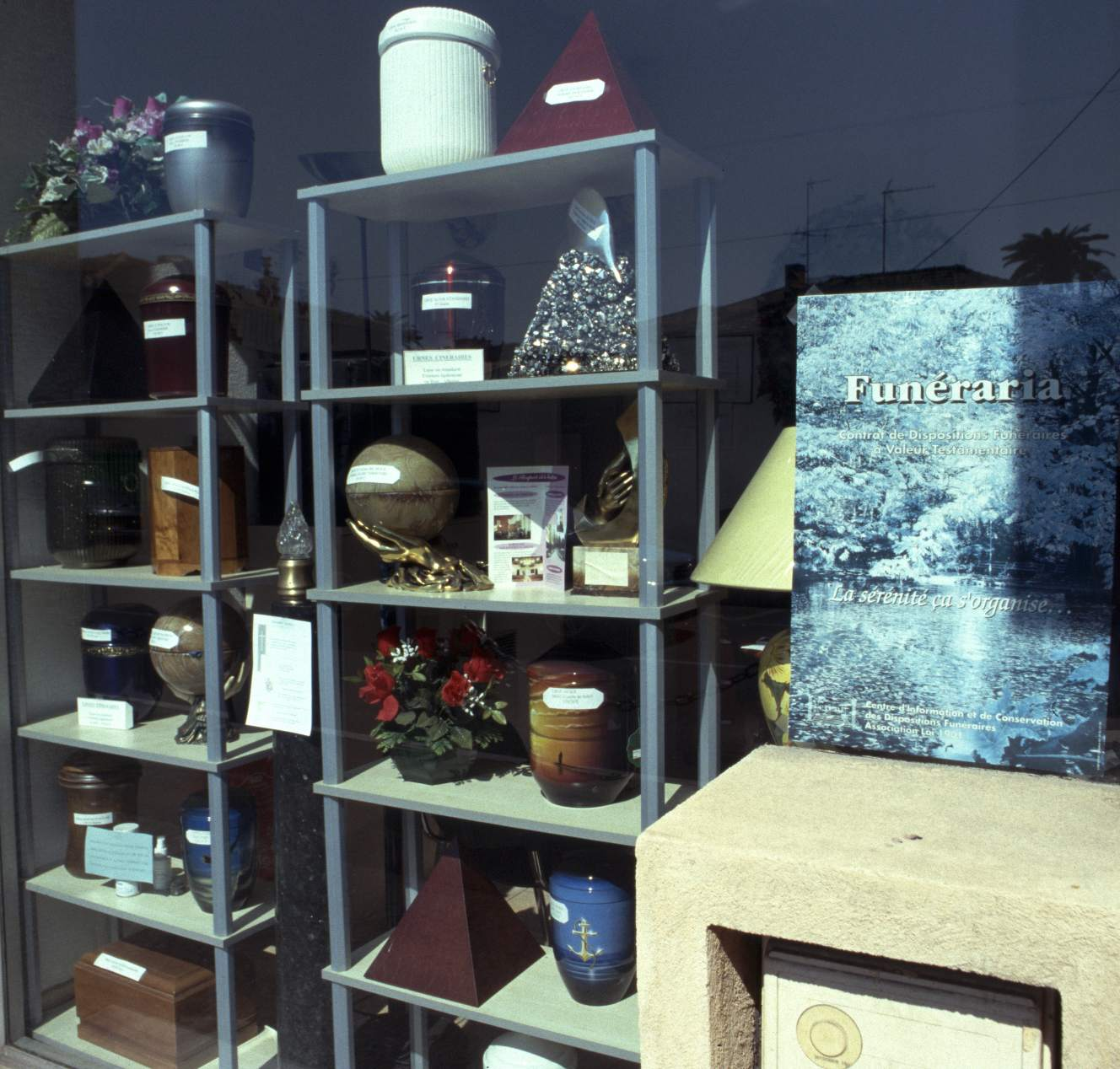
Schaufenster eines Bestattungsunternehmens mit Urnen
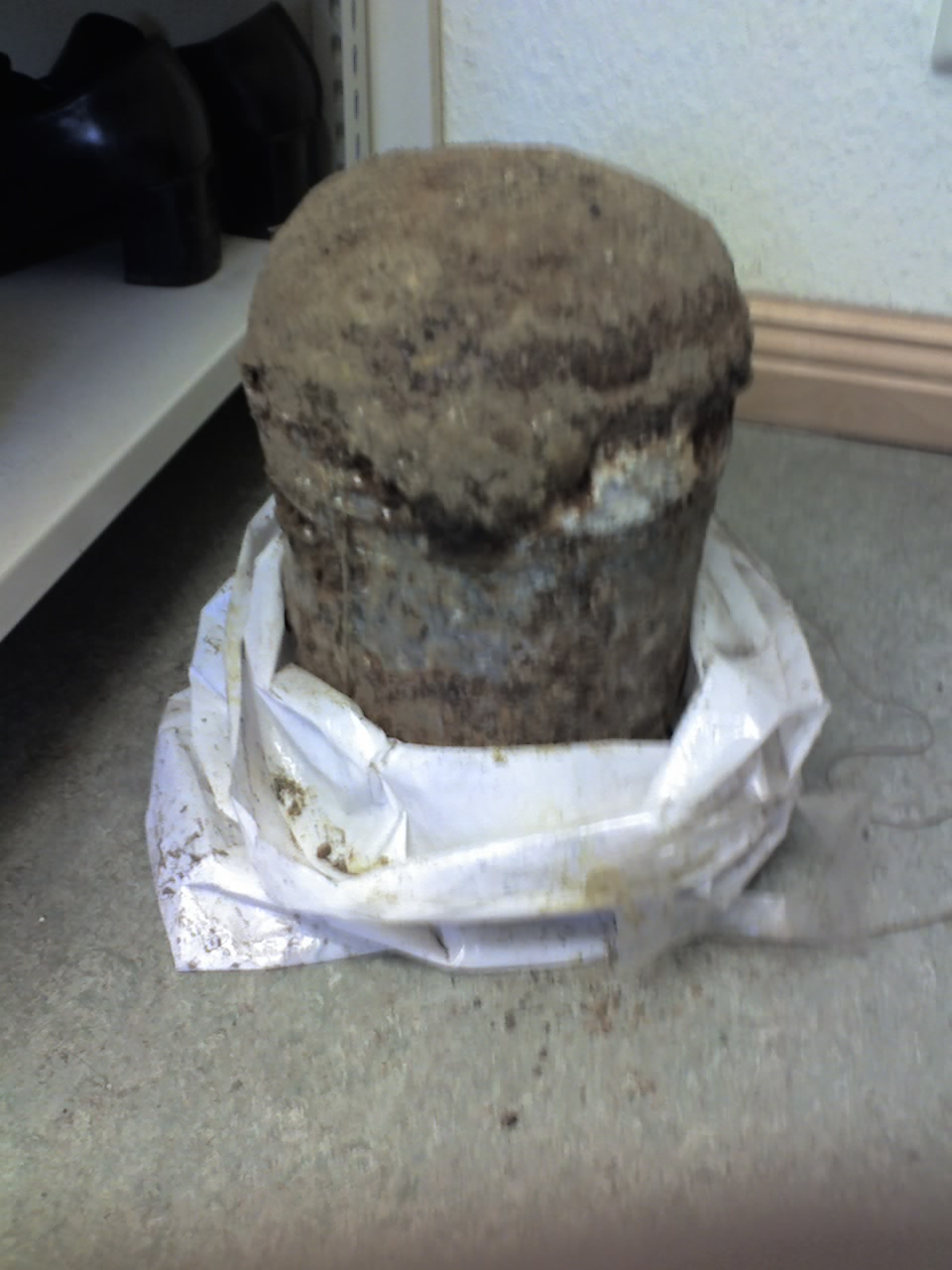
Aschekapsel in ihrer Überurne nach 15 Jahren in Friedhofserde
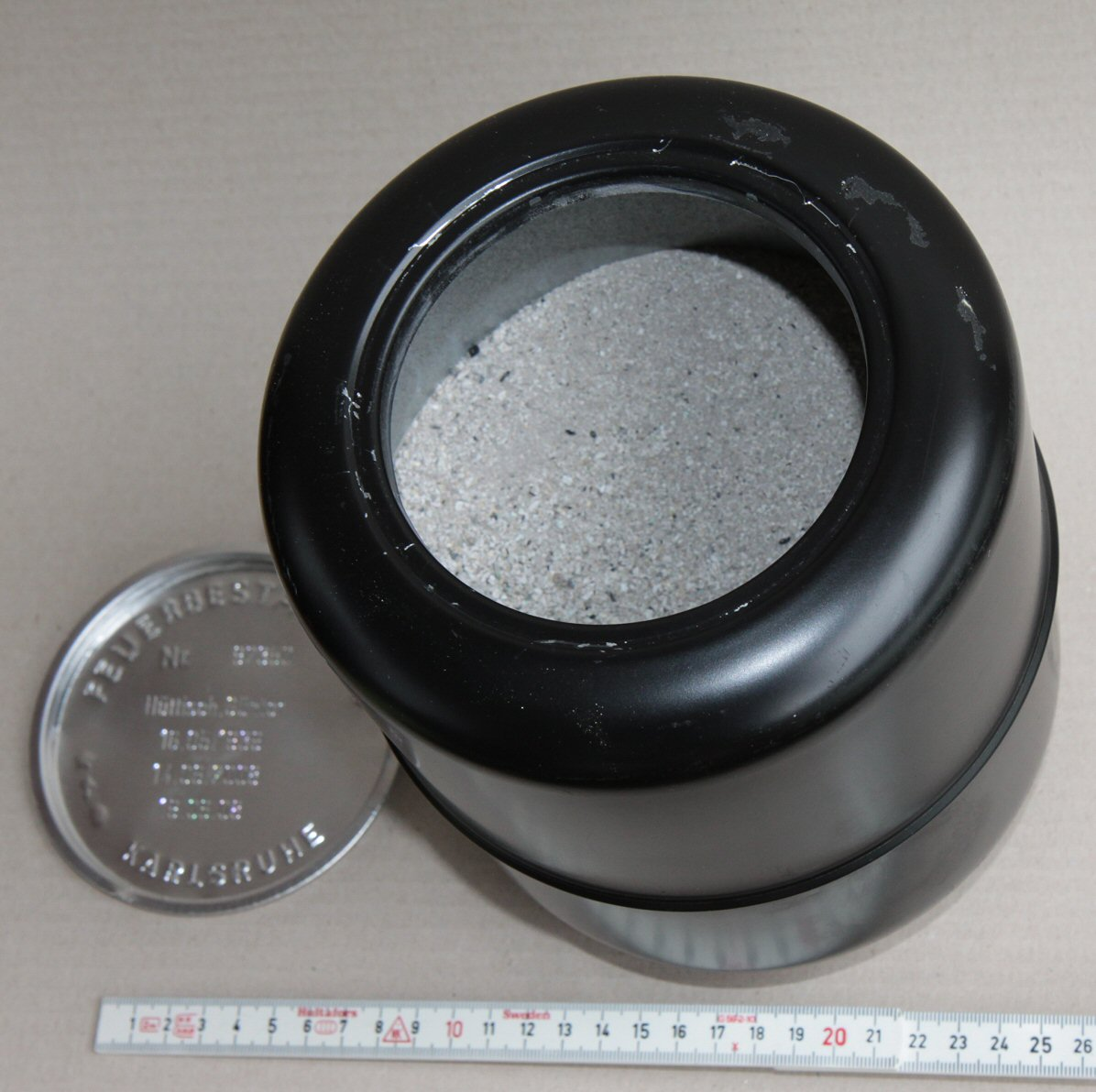
Geöffnete Aschekapsel mit der Totenasche
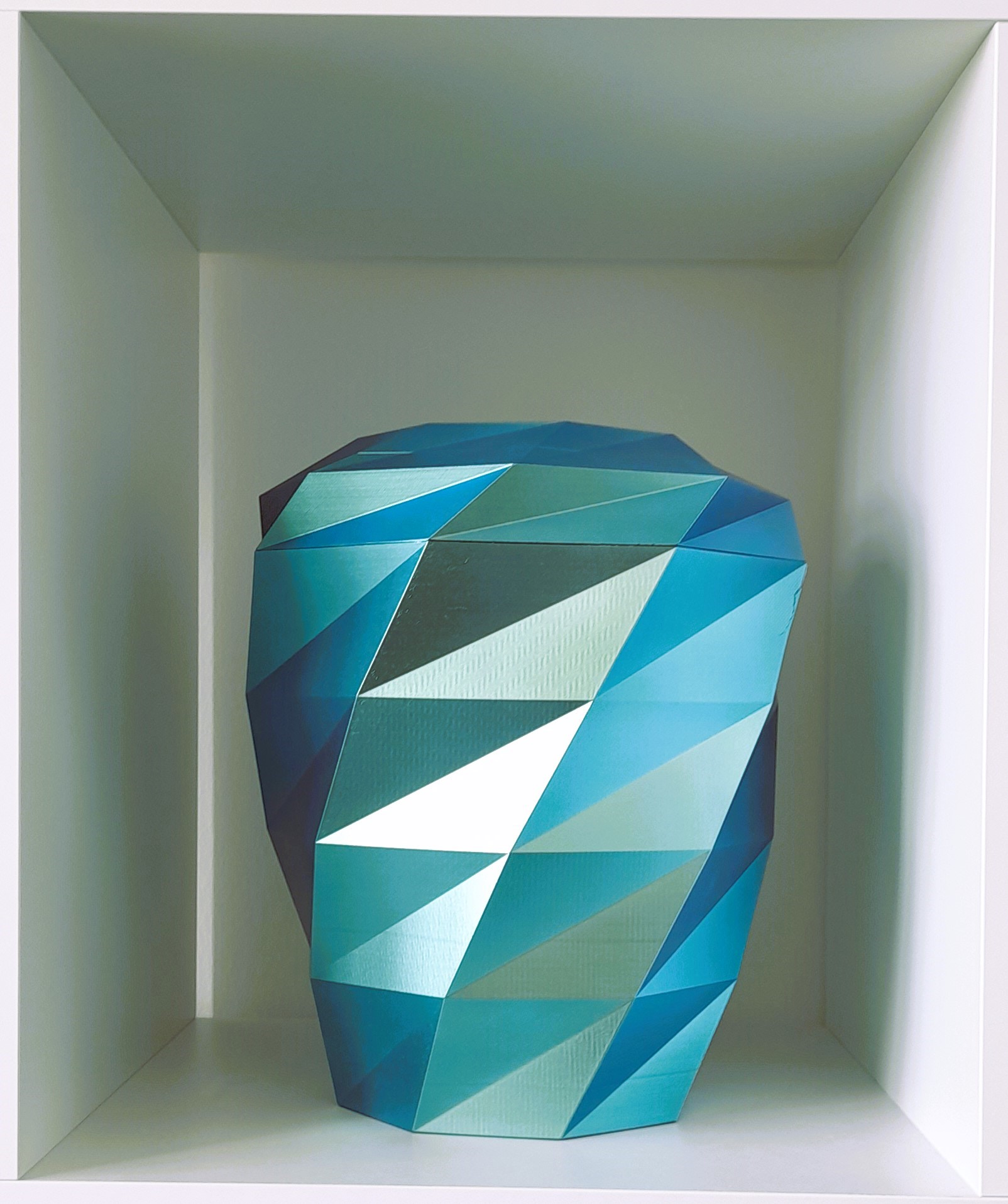
Moderne Urne aus Naturstoff